# Reparación dirigida por homología

Mecanismos de reparación de roturas de doble cadena del ADN y enzimas asociadas.

En biología molecular, la reparación dirigida por homología (HDR, del inglés Homology Directed Repair) es un mecanismo celular eucariota de reparación del ADN por el que se reparan las roturas de doble cadena del ADN (DSBs). La forma más común de reparación dirigida por homología es la recombinación homóloga. El mecanismo de esta vía de reparación solo puede ser llevado a cabo por la maquinaria enzimática de la célula eucariota cuando hay una pieza homóloga de ADN presente en el núcleo celular que será utilizada como plantilla para llevar a cabo la reparación, principalmente en las fases G2 y S del ciclo celular. Cuando el ADN homólogo está ausente, en su lugar tiene lugar otro proceso denominado unión de extremos no homólogos (NHEJ, por sus siglas en inglés), el cual es una de los principales mecanismos de recombinación no homóloga.

## Supresión de tumores
La reparación dirigida por homología es importante para suprimir la formación de tumores y el desarrollo del cáncer. Este mecanismo de reparación evita la inestabilidad genómica mediante la reparación de rupturas de doble cadena en el ADN; dicho mecanismo se supone libre de errores debido a que hace uso de una plantilla. Por el contrario, cuando una rotura de doble cadena de ADN es reparada por unión de extremos no homólogos, no hay una plantilla de ADN presente, por lo que esta vía de reparación podría dar lugar a la formación de una nueva cadena de ADN con pérdida o cambio de información. Una secuencia de nucleótidos diferente en la cadena de ADN podría dar lugar a la síntesis de una proteína diferente expresada en la célula e incluso la inexpresión de esta. Este tipo de errores puede hacer que fallen procesos celulares esenciales para la apoptosis. Por ejemplo, un punto de control del ciclo celular puede funcionar mal u omitirse, por lo que la célula ignora la señal y sigue dividiéndose hasta formar un cáncer. La importancia de la reparación dirigida por homología se desprende del hecho de que el mecanismo se ha conservado a lo largo de la evolución en los organismos eucariotas, encontrándose también en organismos más simples de este grupo, como las levaduras.